# 7e étape du Tour d'Espagne 2024
Pour un article plus général, voir Tour d'Espagne 2024.
La 7e étape du Tour d'Espagne 2024 se déroule le vendredi 23 août 2024 entre Archidona et Cordoue en Andalousie, sur une distance de 179 km.

## Parcours
Au départ de la petite ville d'Archidona située à une cinquantaine de kilomètres au nord de Malaga, le parcours met le cap au nord par un tracé relativement plat et quelquefois vallonné pour rejoindre une première fois la ligne d'arrivée à Cordoue avant d'entamer une boucle d'une quarantaine de kilomètres comprenant la seule difficulté du jour, l'ascension de l'Alto del 14 %, un col classé en 2e catégorie franchi à 25 kilomètres de l'arrivée dans la cité cordouanne.

## Déroulement de la course
Dès le départ, l'Espagnol Xabier Isasa s'isole en tête. Il compte jusqu'à 8 minutes d'avance sur le peloton. Ensuite, le peloton mène la chasse et le reprend peu après le sprint intermédiaire à 38 kilomètres de l'arrivée. Après l'ascension de l'Alto de 14 %, le peloton ne compte plus qu'une trentaine de coureurs. À 14 km du terme, l'Espagnol Marc Soler attaque et prend une avance d'une quinzaine de secondes mais il est repris à 4 kilomètres de l'arrivée par le peloton restreint principalement emmené par Sepp Kuss au service du maillot vert Wout van Aert. Une dernière attaque de Pavel Sivakov a lieu peu avant la flamme rouge. Le Français est cependant dépassé aux 150 mètres par Wout van Aert qui gagne aisément le sprint et remporte une seconde victoire sur la Vuelta 2024.

## Résultats

### Classement de l'étape
| \| Classement de l'étape \| Classement de l'étape \| Classement de l'étape \| Classement de l'étape \| Classement de l'étape \| \| Coureur \| Coureur \| Pays \| Équipe \| Temps \| \| --------------------- \| --------------------- \| --------------------- \| -------------------------- \| --------------------- \| \| 1er \| Wout van Aert \| Belgique \| Team Visma \\| Lease a Bike \| 4 h 15 min 39 s \| \| 2e \| Mathias Vacek \| Tchéquie \| Lidl-Trek \| + 0 s \| \| 3e \| Pau Miquel \| Espagne \| Equipo Kern Pharma \| + 0 s \| \| 4e \| Stefan Küng \| Suisse \| Groupama-FDJ \| + 0 s \| \| 5e \| Quinten Hermans \| Belgique \| Alpecin-Deceuninck \| + 0 s \| \| 6e \| Quentin Pacher \| France \| Groupama-FDJ \| + 0 s \| \| 7e \| Lorenzo Rota \| Italie \| Intermarché-Wanty \| + 0 s \| \| 8e \| Harold Tejada \| Colombie \| Astana Qazaqstan Team \| + 0 s \| \| 9e \| Max Poole \| Royaume-Uni \| Team dsm-firmenich PostNL \| + 0 s \| \| 10e \| George Bennett \| Nouvelle-Zélande \| Israel-Premier Tech \| + 0 s \| |                 |                  |                            |                 |
| |                 |                  |                            |                 |
| Source : ProCyclingStats |                 |                  |                            |                 |
| Classement de l'étape |                 |                  |                            |                 |
| Coureur | Coureur         | Pays             | Équipe                     | Temps           |
| 1er | Wout van Aert   | Belgique         | Team Visma \| Lease a Bike | 4 h 15 min 39 s |
| 2e | Mathias Vacek   | Tchéquie         | Lidl-Trek                  | + 0 s           |
| 3e | Pau Miquel      | Espagne          | Equipo Kern Pharma         | + 0 s           |
| 4e | Stefan Küng     | Suisse           | Groupama-FDJ               | + 0 s           |
| 5e | Quinten Hermans | Belgique         | Alpecin-Deceuninck         | + 0 s           |
| 6e | Quentin Pacher  | France           | Groupama-FDJ               | + 0 s           |
| 7e | Lorenzo Rota    | Italie           | Intermarché-Wanty          | + 0 s           |
| 8e | Harold Tejada   | Colombie         | Astana Qazaqstan Team      | + 0 s           |
| 9e | Max Poole       | Royaume-Uni      | Team dsm-firmenich PostNL  | + 0 s           |
| 10e | George Bennett  | Nouvelle-Zélande | Israel-Premier Tech        | + 0 s           |

### Points attribués pour le classement par points
| Sprint intermédiaire Cordoue (km 141) | Sprint intermédiaire Cordoue (km 141) | Sprint intermédiaire Cordoue (km 141) | Sprint intermédiaire Cordoue (km 141) | Sprint intermédiaire Cordoue (km 141) |
| ------------------------------------- | ------------------------------------- | ------------------------------------- | ------------------------------------- | ------------------------------------- |
|                                       | Coureur                               | Pays                                  | Équipe                                | Point(s)                              |
| 1er                                   | Xabier Isasa                          | Espagne                               | Euskaltel-Euskadi                     | 20                                    |
| 2e                                    | Kaden Groves                          | Australie                             | Alpecin-Deceuninck                    | 17                                    |
| 3e                                    | Wout van Aert                         | Belgique                              | Team Visma - Lease a Bike             | 15                                    |
| 4e                                    | Nico Denz                             | Allemagne                             | Red Bull-Bora-Hansgrohe               | 13                                    |
| 5e                                    | Bruno Armirail                        | France                                | Decathlon-AG2R La Mondiale            | 10                                    |
| modifier                              |                                       |                                       |                                       |                                       |

| Arrivée d'étape Cordoue (km 180,5) | Arrivée d'étape Cordoue (km 180,5) | Arrivée d'étape Cordoue (km 180,5) | Arrivée d'étape Cordoue (km 180,5) | Arrivée d'étape Cordoue (km 180,5) |
| ---------------------------------- | ---------------------------------- | ---------------------------------- | ---------------------------------- | ---------------------------------- |
|                                    | Coureur                            | Pays                               | Équipe                             | Point(s)                           |
| 1er                                | Wout van Aert                      | Belgique                           | Team Visma - Lease a Bike          | 30                                 |
| 2e                                 | Mathias Vacek                      | République tchèque                 | Lidl-Trek                          | 25                                 |
| 3e                                 | Pau Miquel                         | Espagne                            | Equipo Kern Pharma                 | 22                                 |
| 4e                                 | Stefan Küng                        | Suisse                             | Groupama-FDJ                       | 19                                 |
| 5e                                 | Quinten Hermans                    | Belgique                           | Alpecin-Deceuninck                 | 17                                 |
| 6e                                 | Quentin Pacher                     | France                             | Groupama-FDJ                       | 15                                 |
| 7e                                 | Lorenzo Rota                       | Italie                             | Intermarché-Wanty                  | 13                                 |
| 8e                                 | Harold Tejada                      | Colombie                           | Astana Qazaqstan Team              | 11                                 |
| 9e                                 | Max Poole                          | Grande-Bretagne                    | Team dsm-firmenich PostNL          | 9                                  |
| 10e                                | George Bennett                     | Nouvelle-Zélande                   | Israel-Premier Tech                | 7                                  |
| 11e                                | Lennert Van Eetvelt                | Belgique                           | Lotto Dstny                        | 6                                  |
| 12e                                | Antonio Tiberi                     | Italie                             | Bahrain Victorious                 | 5                                  |
| 13e                                | Richard Carapaz                    | Équateur                           | EF Education-EasyPost              | 4                                  |
| 14e                                | Eddie Dunbar                       | Irlande                            | Team Jayco AlUla                   | 3                                  |
| 15e                                | Michael Woods                      | Canada                             | Israel-Premier Tech                | 2                                  |
| modifier                           |                                    |                                    |                                    |                                    |

### Points attribués pour le classement du meilleur grimpeur
| \| Alto del 14% (km 154,7) 2e catégorie (7,4 km à 5,6%) \| Alto del 14% (km 154,7) 2e catégorie (7,4 km à 5,6%) \| Alto del 14% (km 154,7) 2e catégorie (7,4 km à 5,6%) \| Alto del 14% (km 154,7) 2e catégorie (7,4 km à 5,6%) \| Alto del 14% (km 154,7) 2e catégorie (7,4 km à 5,6%) \| \| ---------------------------------------------------- \| ---------------------------------------------------- \| ---------------------------------------------------- \| ---------------------------------------------------- \| ---------------------------------------------------- \| \| \| Coureur \| Pays \| Équipe \| Point(s) \| \| 1er \| Primož Roglič \| Slovénie \| Red Bull-Bora-Hansgrohe \| 5 \| \| 2e \| Sepp Kuss \| États-Unis \| Team Visma - Lease a Bike \| 3 \| \| 3e \| Richard Carapaz \| Équateur \| EF Education-EasyPost \| 1 \| \| modifier \| \| \| \| \| |                 |            |                           |          |
| Alto del 14% (km 154,7) 2e catégorie (7,4 km à 5,6%) |                 |            |                           |          |
| | Coureur         | Pays       | Équipe                    | Point(s) |
| 1er | Primož Roglič   | Slovénie   | Red Bull-Bora-Hansgrohe   | 5        |
| 2e | Sepp Kuss       | États-Unis | Team Visma - Lease a Bike | 3        |
| 3e | Richard Carapaz | Équateur   | EF Education-EasyPost     | 1        |
| modifier |                 |            |                           |          |

### Bonifications
|   | Coureur         | Pays       | Équipe                    | Secondes |
| - | --------------- | ---------- | ------------------------- | -------- |
| 1 | Primož Roglič   | Slovénie   | Red Bull-Bora-Hansgrohe   | 6 s      |
| 2 | Sepp Kuss       | États-Unis | Team Visma - Lease a Bike | 4 s      |
| 3 | Richard Carapaz | Équateur   | EF Education-EasyPost     | 2 s      |

|   | Coureur       | Pays               | Équipe                    | Secondes |
| - | ------------- | ------------------ | ------------------------- | -------- |
| 1 | Wout van Aert | Belgique           | Team Visma - Lease a Bike | 10 s     |
| 2 | Mathias Vacek | République tchèque | Lidl-Trek                 | 6 s      |
| 3 | Pau Miquel    | Espagne            | Equipo Kern Pharma        | 4 s      |

### Prix de la combativité
- Xabier Isasa (Euskaltel-Euskadi)

## Classements à l'issue de l'étape

### Classement général
| \| Classement général \| Classement général \| Classement général \| Classement général \| Classement général \| \| Coureur \| Coureur \| Pays \| Équipe \| Temps \| \| ------------------ \| ------------------- \| ------------------ \| -------------------------- \| ------------------ \| \| 1er \| Ben O'Connor \| Australie \| Decathlon-AG2R La Mondiale \| 27 h 44 min 07 s \| \| 2e \| Primož Roglič \| Slovénie \| Red Bull-Bora-Hansgrohe \| + 4 min 45 s \| \| 3e \| João Almeida \| Portugal \| UAE Team Emirates \| + 4 min 59 s \| \| 4e \| Enric Mas \| Espagne \| Movistar Team \| + 5 min 23 s \| \| 5e \| Cristian Rodríguez \| Espagne \| Arkéa-B&B Hotels \| + 5 min 26 s \| \| 6e \| Antonio Tiberi \| Italie \| Bahrain Victorious \| + 5 min 29 s \| \| 7e \| Lennert Van Eetvelt \| Belgique \| Lotto Dstny \| + 5 min 32 s \| \| 8e \| Florian Lipowitz \| Allemagne \| Red Bull-Bora-Hansgrohe \| + 5 min 35 s \| \| 9e \| Felix Gall \| Autriche \| Decathlon-AG2R La Mondiale \| + 5 min 38 s \| \| 10e \| Mattias Skjelmose \| Danemark \| Lidl-Trek \| + 5 min 49 s \| |                     |           |                            |                  |
| |                     |           |                            |                  |
| Source : ProCyclingStats |                     |           |                            |                  |
| Classement général |                     |           |                            |                  |
| Coureur | Coureur             | Pays      | Équipe                     | Temps            |
| 1er | Ben O'Connor        | Australie | Decathlon-AG2R La Mondiale | 27 h 44 min 07 s |
| 2e | Primož Roglič       | Slovénie  | Red Bull-Bora-Hansgrohe    | + 4 min 45 s     |
| 3e | João Almeida        | Portugal  | UAE Team Emirates          | + 4 min 59 s     |
| 4e | Enric Mas           | Espagne   | Movistar Team              | + 5 min 23 s     |
| 5e | Cristian Rodríguez  | Espagne   | Arkéa-B&B Hotels           | + 5 min 26 s     |
| 6e | Antonio Tiberi      | Italie    | Bahrain Victorious         | + 5 min 29 s     |
| 7e | Lennert Van Eetvelt | Belgique  | Lotto Dstny                | + 5 min 32 s     |
| 8e | Florian Lipowitz    | Allemagne | Red Bull-Bora-Hansgrohe    | + 5 min 35 s     |
| 9e | Felix Gall          | Autriche  | Decathlon-AG2R La Mondiale | + 5 min 38 s     |
| 10e | Mattias Skjelmose   | Danemark  | Lidl-Trek                  | + 5 min 49 s     |

| Classement par points | Classement par points | Classement par points | Classement par points      | Classement par points |
| Coureur               | Coureur               | Pays                  | Équipe                     | Points                |
| --------------------- | --------------------- | --------------------- | -------------------------- | --------------------- |
| 1er                   | Wout van Aert         | Belgique              | Team Visma \| Lease a Bike | 203 pts               |
| 2e                    | Kaden Groves          | Australie             | Alpecin-Deceuninck         | 162 pts               |
| 3e                    | Pavel Bittner         | Tchéquie              | Team dsm-firmenich PostNL  | 81 pts                |
| 4e                    | Mathias Vacek         | Tchéquie              | Lidl-Trek                  | 57 pts                |
| 5e                    | Stefan Küng           | Suisse                | Groupama-FDJ               | 51 pts                |
| 6e                    | Ben O'Connor          | Australie             | Decathlon-AG2R La Mondiale | 50 pts                |
| 7e                    | Corbin Strong         | Nouvelle-Zélande      | Israel-Premier Tech        | 49 pts                |
| 8e                    | Pau Miquel            | Espagne               | Equipo Kern Pharma         | 48 pts                |
| 9e                    | Xabier Isasa          | Espagne               | Euskaltel-Euskadi          | 40 pts                |
| 10e                   | Lennert Van Eetvelt   | Belgique              | Lotto Dstny                | 39 pts                |

| Classement par points | Classement par points | Classement par points | Classement par points      | Classement par points |
| Coureur               | Coureur               | Pays                  | Équipe                     | Points                |
| --------------------- | --------------------- | --------------------- | -------------------------- | --------------------- |
| 1er                   | Wout van Aert         | Belgique              | Team Visma \| Lease a Bike | 203 pts               |
| 2e                    | Kaden Groves          | Australie             | Alpecin-Deceuninck         | 162 pts               |
| 3e                    | Pavel Bittner         | Tchéquie              | Team dsm-firmenich PostNL  | 81 pts                |
| 4e                    | Mathias Vacek         | Tchéquie              | Lidl-Trek                  | 57 pts                |
| 5e                    | Stefan Küng           | Suisse                | Groupama-FDJ               | 51 pts                |
| 6e                    | Ben O'Connor          | Australie             | Decathlon-AG2R La Mondiale | 50 pts                |
| 7e                    | Corbin Strong         | Nouvelle-Zélande      | Israel-Premier Tech        | 49 pts                |
| 8e                    | Pau Miquel            | Espagne               | Equipo Kern Pharma         | 48 pts                |
| 9e                    | Xabier Isasa          | Espagne               | Euskaltel-Euskadi          | 40 pts                |
| 10e                   | Lennert Van Eetvelt   | Belgique              | Lotto Dstny                | 39 pts                |

| Classement de la montagne | Classement de la montagne | Classement de la montagne | Classement de la montagne  | Classement de la montagne |
| Coureur                   | Coureur                   | Pays                      | Équipe                     | Points                    |
| ------------------------- | ------------------------- | ------------------------- | -------------------------- | ------------------------- |
| 1er                       | Sylvain Moniquet          | Belgique                  | Lotto Dstny                | 16 pts                    |
| 2e                        | Primož Roglič             | Slovénie                  | Red Bull-Bora-Hansgrohe    | 15 pts                    |
| 3e                        | Filippo Zana              | Italie                    | Team Jayco AlUla           | 11 pts                    |
| 4e                        | Pelayo Sánchez            | Espagne                   | Movistar Team              | 10 pts                    |
| 5e                        | Luis Ángel Maté           | Espagne                   | Euskaltel-Euskadi          | 9 pts                     |
| 6e                        | Ben O'Connor              | Australie                 | Decathlon-AG2R La Mondiale | 9 pts                     |
| 7e                        | Bruno Armirail            | France                    | Decathlon-AG2R La Mondiale | 7 pts                     |
| 8e                        | Lennert Van Eetvelt       | Belgique                  | Lotto Dstny                | 6 pts                     |
| 9e                        | Jay Vine                  | Australie                 | UAE Team Emirates          | 6 pts                     |
| 10e                       | Marco Frigo               | Italie                    | Israel-Premier Tech        | 5 pts                     |

| Classement de la montagne | Classement de la montagne | Classement de la montagne | Classement de la montagne  | Classement de la montagne |
| Coureur                   | Coureur                   | Pays                      | Équipe                     | Points                    |
| ------------------------- | ------------------------- | ------------------------- | -------------------------- | ------------------------- |
| 1er                       | Sylvain Moniquet          | Belgique                  | Lotto Dstny                | 16 pts                    |
| 2e                        | Primož Roglič             | Slovénie                  | Red Bull-Bora-Hansgrohe    | 15 pts                    |
| 3e                        | Filippo Zana              | Italie                    | Team Jayco AlUla           | 11 pts                    |
| 4e                        | Pelayo Sánchez            | Espagne                   | Movistar Team              | 10 pts                    |
| 5e                        | Luis Ángel Maté           | Espagne                   | Euskaltel-Euskadi          | 9 pts                     |
| 6e                        | Ben O'Connor              | Australie                 | Decathlon-AG2R La Mondiale | 9 pts                     |
| 7e                        | Bruno Armirail            | France                    | Decathlon-AG2R La Mondiale | 7 pts                     |
| 8e                        | Lennert Van Eetvelt       | Belgique                  | Lotto Dstny                | 6 pts                     |
| 9e                        | Jay Vine                  | Australie                 | UAE Team Emirates          | 6 pts                     |
| 10e                       | Marco Frigo               | Italie                    | Israel-Premier Tech        | 5 pts                     |

| Classement du meilleur jeune | Classement du meilleur jeune | Classement du meilleur jeune | Classement du meilleur jeune | Classement du meilleur jeune |
| Coureur                      | Coureur                      | Pays                         | Équipe                       | Temps                        |
| ---------------------------- | ---------------------------- | ---------------------------- | ---------------------------- | ---------------------------- |
| 1er                          | Antonio Tiberi               | Italie                       | Bahrain Victorious           | 27 h 49 min 36 s             |
| 2e                           | Lennert Van Eetvelt          | Belgique                     | Lotto Dstny                  | + 3 s                        |
| 3e                           | Florian Lipowitz             | Allemagne                    | Red Bull-Bora-Hansgrohe      | + 6 s                        |
| 4e                           | Mattias Skjelmose            | Danemark                     | Lidl-Trek                    | + 20 s                       |
| 5e                           | Isaac Del Toro               | Mexique                      | UAE Team Emirates            | + 48 s                       |
| 6e                           | Carlos Rodríguez             | Espagne                      | Ineos Grenadiers             | + 52 s                       |
| 7e                           | Max Poole                    | Royaume-Uni                  | Team dsm-firmenich PostNL    | + 3 min 35 s                 |
| 8e                           | Thymen Arensman              | Pays-Bas                     | Ineos Grenadiers             | + 3 min 36 s                 |
| 9e                           | Mauri Vansevenant            | Belgique                     | Soudal Quick-Step            | + 6 min 45 s                 |
| 10e                          | Matthew Riccitello           | États-Unis                   | Israel-Premier Tech          | + 9 min 14 s                 |

| Classement du meilleur jeune | Classement du meilleur jeune | Classement du meilleur jeune | Classement du meilleur jeune | Classement du meilleur jeune |
| Coureur                      | Coureur                      | Pays                         | Équipe                       | Temps                        |
| ---------------------------- | ---------------------------- | ---------------------------- | ---------------------------- | ---------------------------- |
| 1er                          | Antonio Tiberi               | Italie                       | Bahrain Victorious           | 27 h 49 min 36 s             |
| 2e                           | Lennert Van Eetvelt          | Belgique                     | Lotto Dstny                  | + 3 s                        |
| 3e                           | Florian Lipowitz             | Allemagne                    | Red Bull-Bora-Hansgrohe      | + 6 s                        |
| 4e                           | Mattias Skjelmose            | Danemark                     | Lidl-Trek                    | + 20 s                       |
| 5e                           | Isaac Del Toro               | Mexique                      | UAE Team Emirates            | + 48 s                       |
| 6e                           | Carlos Rodríguez             | Espagne                      | Ineos Grenadiers             | + 52 s                       |
| 7e                           | Max Poole                    | Royaume-Uni                  | Team dsm-firmenich PostNL    | + 3 min 35 s                 |
| 8e                           | Thymen Arensman              | Pays-Bas                     | Ineos Grenadiers             | + 3 min 36 s                 |
| 9e                           | Mauri Vansevenant            | Belgique                     | Soudal Quick-Step            | + 6 min 45 s                 |
| 10e                          | Matthew Riccitello           | États-Unis                   | Israel-Premier Tech          | + 9 min 14 s                 |

| Classement par équipes | Classement par équipes     | Classement par équipes | Classement par équipes |
| Équipe                 | Équipe                     | Pays                   | Temps                  |
| ---------------------- | -------------------------- | ---------------------- | ---------------------- |
| 1re                    | Decathlon-AG2R La Mondiale | France                 | 83 h 23 min 27 s       |
| 2e                     | UAE Team Emirates          | Émirats arabes unis    | + 5 min 08 s           |
| 3e                     | Red Bull-Bora-Hansgrohe    | Allemagne              | + 5 min 25 s           |
| 4e                     | Israel-Premier Tech        | Israël                 | + 8 min 03 s           |
| 5e                     | Movistar Team              | Espagne                | + 8 min 49 s           |
| 6e                     | Ineos Grenadiers           | Royaume-Uni            | + 11 min 19 s          |
| 7e                     | Bahrain Victorious         | Bahreïn                | + 11 min 29 s          |
| 8e                     | Groupama-FDJ               | France                 | + 12 min 50 s          |
| 9e                     | Team Visma \| Lease a Bike | Pays-Bas               | + 15 min 55 s          |
| 10e                    | Soudal Quick-Step          | Belgique               | + 17 min 05 s          |

| Classement par équipes | Classement par équipes     | Classement par équipes | Classement par équipes |
| Équipe                 | Équipe                     | Pays                   | Temps                  |
| ---------------------- | -------------------------- | ---------------------- | ---------------------- |
| 1re                    | Decathlon-AG2R La Mondiale | France                 | 83 h 23 min 27 s       |
| 2e                     | UAE Team Emirates          | Émirats arabes unis    | + 5 min 08 s           |
| 3e                     | Red Bull-Bora-Hansgrohe    | Allemagne              | + 5 min 25 s           |
| 4e                     | Israel-Premier Tech        | Israël                 | + 8 min 03 s           |
| 5e                     | Movistar Team              | Espagne                | + 8 min 49 s           |
| 6e                     | Ineos Grenadiers           | Royaume-Uni            | + 11 min 19 s          |
| 7e                     | Bahrain Victorious         | Bahreïn                | + 11 min 29 s          |
| 8e                     | Groupama-FDJ               | France                 | + 12 min 50 s          |
| 9e                     | Team Visma \| Lease a Bike | Pays-Bas               | + 15 min 55 s          |
| 10e                    | Soudal Quick-Step          | Belgique               | + 17 min 05 s          |

## Abandons
Deux coureurs ont abandonné au cours de l'étape :
- Andreas Kron (Lotto Dstny) : non-partant
- Damiano Caruso (Bahrain Victorious) : non-partant